# Béton armé aux états limites
Le Béton armé aux états limites (BAEL) était le règlement français concernant l'utilisation du béton armé dans la construction.
Il a été remplacé par l'« Eurocodes 2 ».
Il était utilisé aussi bien en travaux publics (pont, tunnel...) qu'en bâtiment.
Il se base principalement sur deux états limites :
- L'état limite de service (ELS), borné par des limites de déformation ou de fissuration des éléments.
- L'état limite ultime (ELU), borné par les limites de résistance du béton et des armatures.